# 安婕希

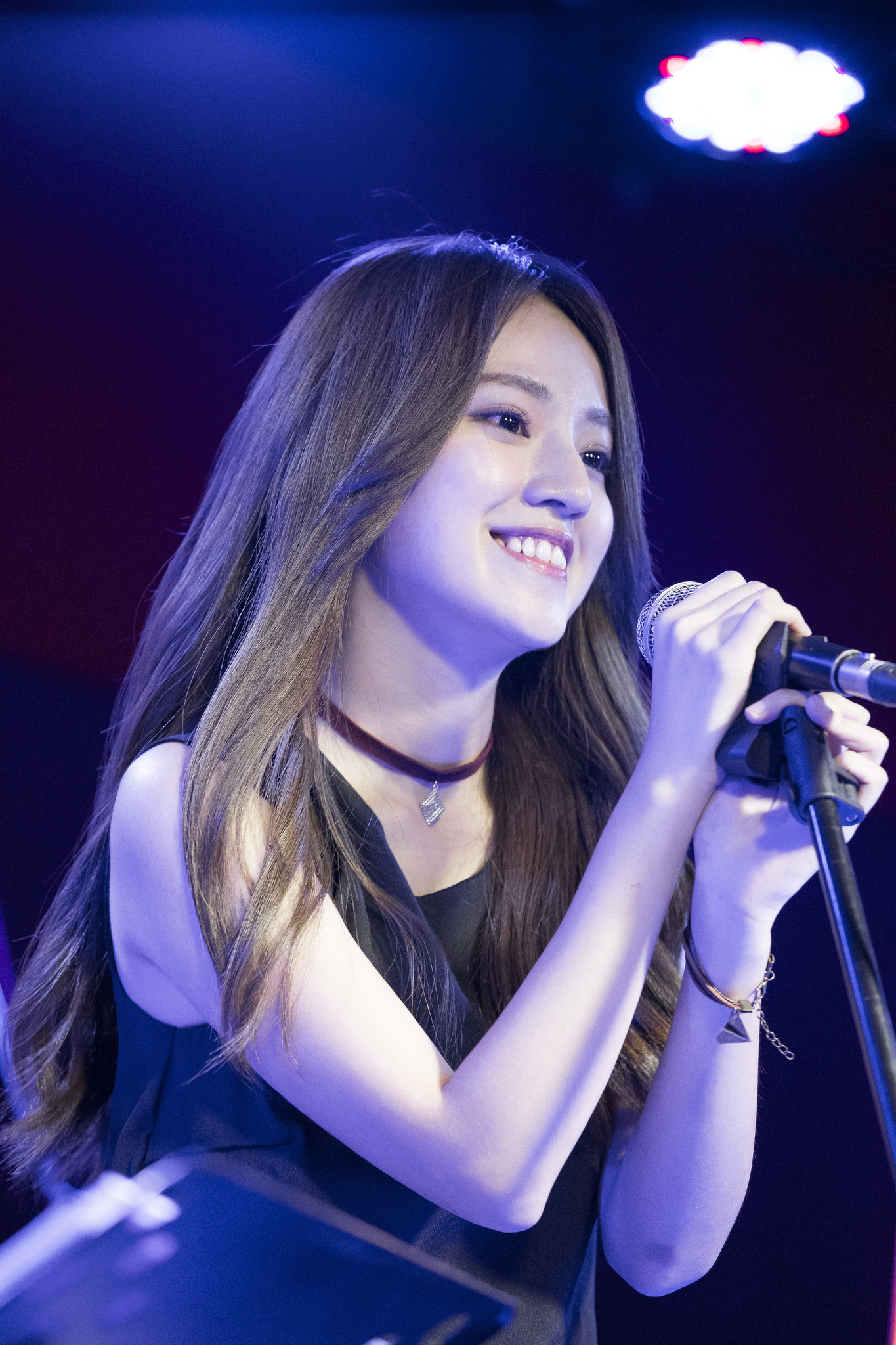
安婕希於2016年秋巡輕演唱（2016年9月24日）

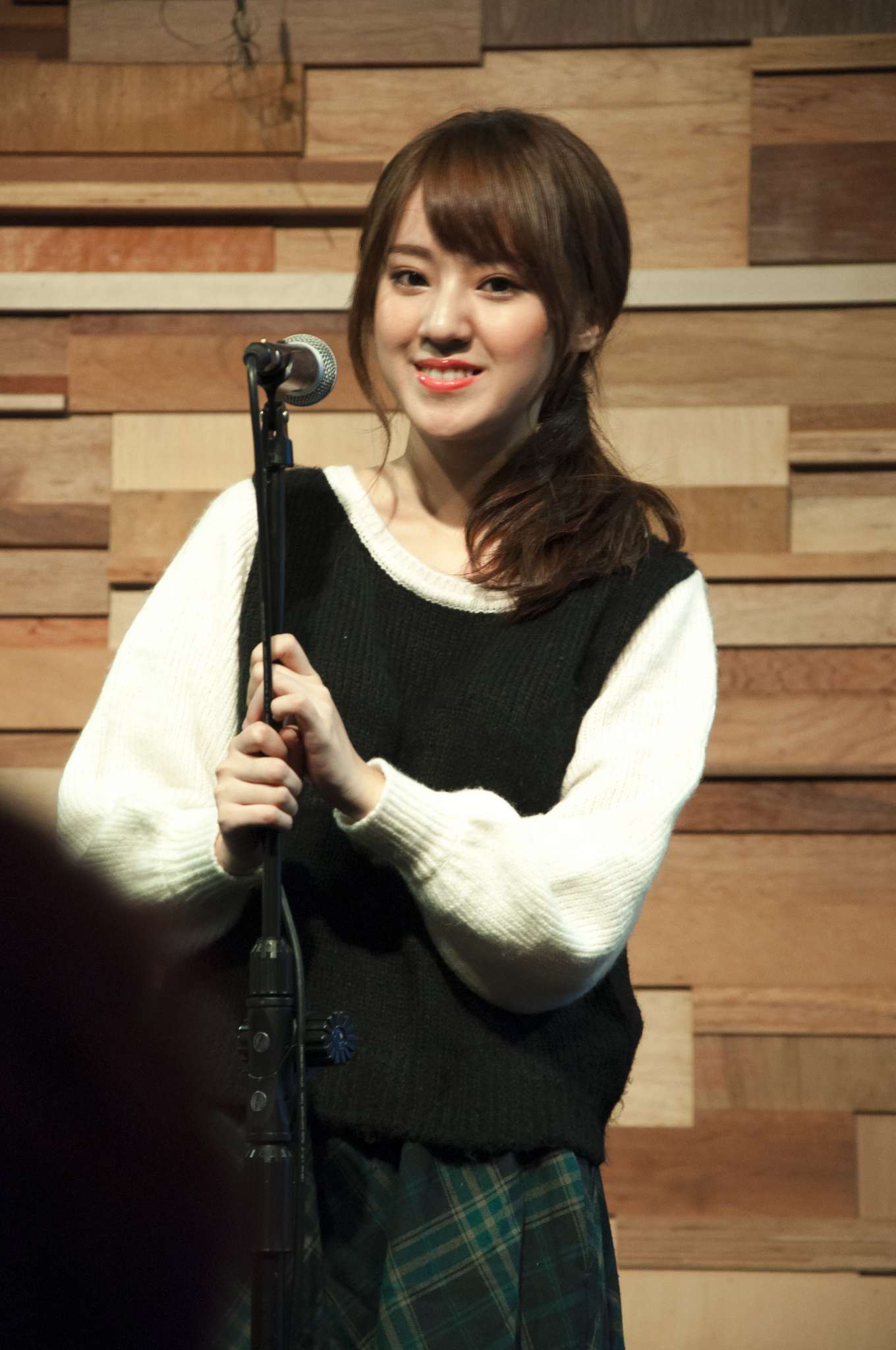
安婕希於DEARS冬日巡迴演唱會 In Our Time 高雄場

安婕希（英語：Dabe Chen，1992年1月18日—），本名陳奕安，是台灣女演員和女歌手，為台灣女子團體Dears成員。

## 演藝生涯
2012年10月10日在台北市府廣場捕捉國慶典禮畫面時，被網友拍到脂粉未施的模樣，照片一傳上網引起廣大的迴響，人氣因此大漲，隨後獲得廣告、MV等工作邀約。
2014年畢業於銘傳大學傳播學院新聞系，之後與好友簡廷芮組成雙人女子團體Dears正式出道，於2014年8月16日發行首張同名寫真EP《Dears》，2015年7月9日發行同名寫真《我是‧安婕希》，2016年1月22日發行第二張寫真EP《Say Yes》，2017年1月18日發行《安婕希的音樂筆記：2016秋季巡迴記事》。
2016年參與三立都會台華劇《大人情歌》演出，2017年3月首次參演舞台劇《剛剛發生的事》。
2018年3月25日，安婕希於個人音樂會上透露，將暫別歌壇出國進修。
2021年1月18日，安婕希發表回歸單曲《眼淚不聽話》，再次回到歌手身分重新出發。

## 音樂作品

### 2013年-2018年
- 夢的藍圖
- 還是朋友
- 因為你
- 透明
- C語言
- 失語症（曲：阿沁）
- 那天（網路劇「半熟少年」片尾曲，曲：張傑）
- 小塵埃（網路劇「半熟少年」插曲，詞： 吳易緯 ，曲：生命樹樂團 小王子）

### 2021年-2022年
- 眼淚不聽話（詞/曲： 張簡君偉）
- 發呆（詞： 森白B.K、張簡君偉，曲：森白B.K）
- 晴天娃娃（詞/曲：森白B.K）
- 不想努力了（詞/曲： 張簡君偉）
- 親愛的別哭了（曲：森白B.K）
- 想成為的人 （詞： 李濤，曲：森白B.K）feat. 米非
- 原來是愛情（詞： 李濤、森白B.K，曲：森白B.K）
- 今天來住我家（詞/曲：張簡君偉）feat. 林采欣

## 個人音樂會
| 年份 | 舉行日期 | 音樂會                                    | 地點                                                     | 附註     |
| ---- | -------- | ----------------------------------------- | -------------------------------------------------------- | -------- |
| 2013 | 12月28日 | 小安森林公園音樂會                        | 台北／樹樂集 Treellage 《The Stage》                     |          |
| 2014 | 12月17日 | 小安<安婕希> 2014年終回饋大心感恩搖滾派對 | 台北／PIPE Live Music                                    |          |
| 2016 | 1月10日  | 安婕希不插電音樂會【宜蘭場】              | 宜蘭／賣捌所                                             |          |
| 2016 | 9月24日  | 安婕希 2016秋巡輕演唱                     | 台北／河岸留言音樂藝文咖啡                               | 搖滾版   |
| 2016 | 10月1日  | 安婕希 2016秋巡輕演唱                     | 宜蘭／賣捌所                                             | 不插電版 |
| 2016 | 10月8日  | 安婕希 2016秋巡輕演唱                     | 台北／Witch House 女巫店                                 | 不插電版 |
| 2016 | 10月15日 | 安婕希 2016秋巡輕演唱                     | 桃園／ThERE CAFE & LIVE HOUSE (原訂9/17，因颱風關係延期) | 不插電版 |
| 2018 | 3月25日  | 安婕希 *bon voyage* 音樂會                | 台北 / 海邊的卡夫卡                                      |          |

## 影視作品

### 主持
- 2016年 大愛電視台《合心協力救地球》
- 2021年 三立電視《娛樂關鍵字》

### 舞台劇
| 首演             | 劇名         | 角色   | 劇團                  | 地點   | 重要記事         |
| 2017年3月23-26日 | 剛剛發生的事 | 劉聖依 | A.PARK 不分類藝術品牌 | 安和65 | 第一次出演舞台劇 |

### 電視劇
- 2010年 公視紀錄片《慾望實驗室》
- 2016年 三立都會台《大人情歌》 飾 小安

### 微電影
- 2011年  銘傳大學傳播學院 心理學短片《Illusion, 幻》飾 Dabe
- 2012年 MCU畢冊宣傳影片第三部曲 陳奕安 x 孫卉彤 x Vivian x 蔡佩豈 友情客串!
- 2013年 銘傳大學《畫說我愛你》飾 蔣宇熙
- 2014年 台灣玩樂制霸王 校園美女玩台灣(3) 安婕希
- 2018年 網路劇 半熟少年 飾 葉子妤

### 廣告

#### 2011年-2014年
- 沁水Singing 會唱歌的水
- Mos摩斯漢堡（凱撒熱狗烤餅+墨西哥塔可烤餅）
- 光泉茉莉茶園這蝦米Tea（活動版）
- Hi life萊爾富-我們的早餐故事（父女篇）
- 轟天飛空艇 3D飛行射擊線上遊戲
- 媽媽我愛您!La new母親節要讓媽媽黏輕點!
- 曼秀雷敦Acnes抗痘洗面乳 籃球篇
- Miniの青春物語 (Mini可樂果微電影)
- cheetos奇多3D脆篇
- 新仙境傳說（Ro幸福完整版）

#### 2015年-2016年
- 三國志榮耀手機遊戲
- 比菲多小饞優格 分離篇
- 臺北市政府環境保護局 國民之戀
- 人氣女神髮型教室-歐美女星最愛魚骨編
- 新世代閃耀自拍奇機
- Engoo-天天開口說英文 (Speed Dating篇)
- 我的英雄夢Go手機遊戲 英雄有夢，不再一個人玩遊戲！、世界魔王篇

#### 2021年-2022年
- 【中台灣好玩卡Central Taiwan Fun Pass】景點暢遊&南投限定
- 光泉優酪【牛奶燕麥優酪】
- 媚點media 極上保濕粉嫩粉底霜
- SNUGGLE室內擴香城市系列
- 7-ELEVEN名鍋盛典 盛大開幕
- 7-ELEVEN麻辣名鍋盛典
- 【統一蛋糕屋】午茶篇

### MV演出

#### 2012年
- 銘傳大學第29期海青班個人畢業作品 - 林時傑【我最親愛的】
- 學生自製MV - 蔡健雅 <紅色高跟鞋>
- 化學猴子 <陪在妳身邊>
- 化學猴子 <不可思議愛上你>
- 羅時豐 <人生一首歌>
- 林埈永 <愛走了>
- 八三夭 <不是男人>

#### 2013年-2021年
- 銘傳大學102級畢業MV <回憶的輪廓>
- 花兒-林佳音 feat.小安-安婕希 <南拳媽媽-下雨天>[10]
- 許茹芸 <花粉症>
- 森白B.K <每當>
- 邱鋒澤 <我們美好過>
- 古曜威 <一路向前>

### 電視節目
- 2010年8月2日 麻辣天后宮 ：超人氣店花店草推薦
- 2011年8月9日 校園superman ：公館台大超人街頭評選
- 2011年9月13日 大學生了沒 ：這都是你們想神的正妹
- 2012年2月23日 歡樂智多星
- 2013年9月7日 國光幫幫忙 ：我真的有看過她-廣告美女來了
- 2015年7月25日 女王的密室
- 2015年8月4日 國光幫幫忙 ：長得正有屁用 還不是交不到男朋友
- 2015年9月2日 綜藝大熱門 ：最難寫真物合拍大賽
- 2021年1月21日 安安大明星 ：創作鬼才邵羽與安婕希帶著新單曲來囉
- 2021年12月9日 綜藝大熱門 ：高嘉瑜最愛來熱唱～管他這些東西是什麼啦！？風田是假日本人？場面完全失控～這集一定要跟爸媽看XD！

## 商品代言
- 2015-17年 Engoo 線上英文
- 2016年 Sony Xperia XA Ultra
- 2016年 Kotex 靠得住輕柔無憂AIR衛生棉
- 2016年 Elastine香水洗髮精

## 書籍
| 書名                                   | 出版日期      | 出版社   | ISBN               |
| -------------------------------------- | ------------- | -------- | ------------------ |
| 《我是‧安婕希 同名寫真》               | 2015年7月9日  | 水靈文創 | ISBN 9789869181259 |
| 《DEARS：Say Yes寫真EP》               | 2016年1月26日 | 水靈文創 | ISBN 9789869265720 |
| 《安婕希的音樂筆記：2016秋季巡迴記事》 | 2017年1月18日 | 水靈文創 | ISBN 9789869426718 |
| 《山永遠都在：我還是小安》             | 2022年8月1日  | 水靈文創 | ISBN 9786269575787 |

## 活動
- 2015年7月26日 中文書 《我是‧安婕希 同名寫真》台北三創生活簽書會
- 2015年8月16日 中文書 《我是‧安婕希 同名寫真》台中金石堂遠百店簽書會
- 2015年8月16日 中文書 《我是‧安婕希 同名寫真》高雄新光三越三多店簽書會
- 2015年11月29日 慶祝臉書粉絲人數破20萬 台北三創見面會
- 2016年5月26日 Epson Smart Canvas新品發表會
- 2016年11月13日 Love Love Rock 愛愛搖滾帳篷音樂節
- 2017年1月3日 台灣達人秀「K歌之王」
- 2017年3月21日 韓國首爾 Neutrogena Fine Fairness Light Mask 新品發表會
- 2017年4月28日 「銘傳校慶，60一刻」校慶表演
- 2017年8月11日 「我是奶爸Milkpa」811相信有愛就有奇蹟藝術公益記者會
- 2020年12月31日 花蓮縣玉里鎮跨年晚會
- 2021年3月2日 蝦皮Shopee LIVE 3亮亮直播跨夜秀

## 外部連結
- 安婕希的Facebook專頁
- 安婕希的Instagram帳戶
- 安婕希的新浪微博
- YouTube上的「Ann JC 安婕希 （页面存档备份，存于）」頻道